# Сборная Донегола по гэльским играм
Сборная Донегола по гэльским играм, как орган управления — Донеголский совет Гэльской атлетической ассоциации или Совет графства Донегол при Гэльской атлетической ассоциации (англ. Donegal County Board of the Gaelic Athletic Association / Donegal GAA, ирл. Cumann Lúthchleas Gael Coiste Dhún na nGall / CLG Coiste Dhún na nGall), транслитерированное название Донегол ГАА — команда графства Донегол, выступающая в соревнованиях Гэльской атлетической ассоциации. Относится к числу 32 команд графств острова Ирландия, заведует развитием гэльских игр в графстве Донегол.
Команда Донегола по гэльскому футболу является одной из лучших команд Ольстера: она дважды выигрывала Всеирландский чемпионат (1992 и 2012 годы) и 10 раз чемпионат Ольстера (последнюю победу одержала в 2019 году). В 2012 году большая часть символической сборной по версии ГАА была составлена из игроков этой команды, три человека были номинированы на приз лучшего игрока года (победил Карл Лэйси). Более того, тренер команды Джим Макгиннесс стал первым тренером команды по гэльскому футболу, которого пригласили в зарубежную профессиональную спортивную команду — шотландский футбольный клуб «Селтик» (им также интересовались и команды Английской Премьер-Лиги). Пресса отмечала, что стиль игры команды Донегола — так называемая «система» — схожа со стилем игры футбольной «Барселоны». Донегол входит в число пяти команд, побеждавших в своей первой встрече против такого титулованного противника, как Керри — помимо Донегола, это Даун (1960), Дерри (1958), Дублин (1893) и Корк (1889).

## Эмблема и цвета
Основными цветами команды с момента её возникновения являются зелёный и золотой, которые являются заодно цветами графства Донегол и цветами эмблемы. Они символизируют золотые песчаные пляжи и зелёные холмы Донегола. При этом распределение цвета на форме в течение времени варьировалось. Классическая форма — это зелёная футболка с большой золотой полосой, белые шорты и зелёно-золотые носки (как у Керри). В 1966 году Донеголский совет ГАА на короткое время ввёл футболки золотого цвета, позже сделав их резервным комплектом и вернув прежний зелёный комплект. В 1980-е годы в основном комплекте появились зелёные шорты, а в 1992 году во всеирландском полуфинале против Мейо в связи с тем, что Мейо играли в зелёно-красном комплекте, донеголцы вынуждены были выйти в своей резервной форме (золотые футболки, зелёные шорты). Выиграв полуфинал, донеголцы решили не менять «счастливую» форму и в ней же провели финал против Дублина, одержав победу и сделав такой комплект своим основным. Резервный комплект был, как правило, ранее жёлтым или чёрно-белой расцветки (по цветам Ольстерского совета ГАА), однако затем он стал зелёного цвета.

### Эволюция формы
| Классическая | Ольстер 1983 | Ольстер 1990 | Ирландия 1992 | 2005—2008 | Ольстер 2011 | Ирландия 2014 |

## Гэльский футбол

### Клубы

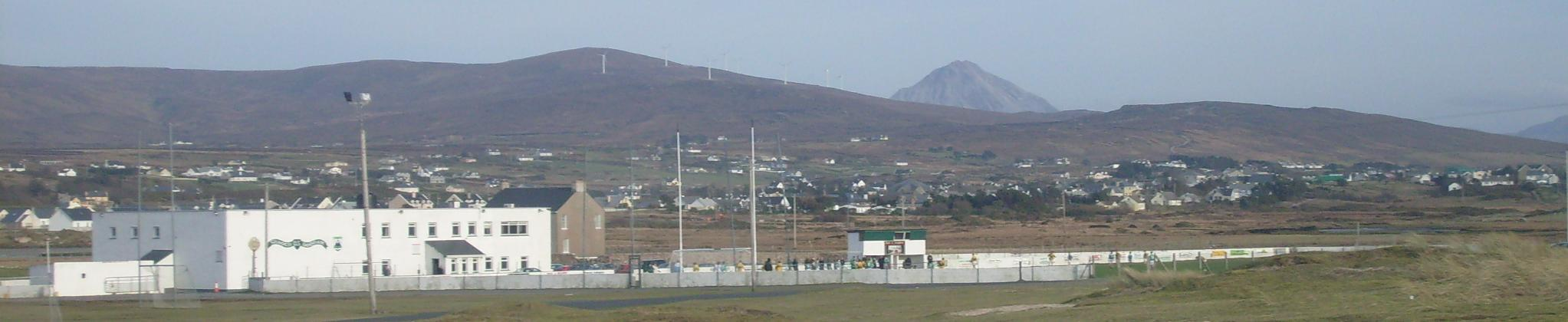
Раздевалка клуба «Гуидор» из одноимённого города

Самым известным клубом графства является «Гуидор», 15-кратный чемпион Донегола, чемпион Ольстера среди клубов 2018 года. Донеголским советом ГАА зарегистрировано 40 клубов, причём из них в 2010 году ровно 13 не оплатили процедуру регистрации.

### История сборной

#### Зарождение
Донегольский совет ГАА отсчитывает свою историю с 1905 года, а первый матч состоялся 17 марта 1906 года против Дерри. В 1933 году Донегол вышел в финал Всеирландского чемпионата среди дублёров, проиграв его команде Мейо со счётом 2-2 — 2-15. 6 апреля 1952 года состоялся второй в истории Донегола матч на «Кроук Парк» — полуфинал Национальной футбольной лиги, в котором Донегол проиграл Корку, будущему чемпиону Национальной лиги.

#### 1960-е годы
В 1960-е годы Донегол считался развивающимся графством, которое могло бы стать серьёзной силой, однако в те годы сборная Дауна препятствовала многим командам — Даун побеждал во Всеирландских чемпионатах в 1960, 1961 и 1968 годах, став первой подобной командой с севера острова. В 1963 и 1966 годах Донегол впервые вышел в финалы чемпионата Ольстера, потерпев поражения от Дауна в обоих случаях.

#### 1970-е и 1980-е годы: первые успехи
Расцвет гэльского футбола для Донегола настал в 1970-е годы, когда команда впервые выиграла чемпионат Ольстера в 1972 году. В том же году впервые в сборную звёзд ГАА попал игрок Донегола, Брайан Макэнифф. В полуфинале Всеирландского чемпионата того же года Донегол проиграл команде Оффали, которая в итоге выиграла второй титул подряд. В 1974 году Донегол выиграл второй чемпионат Ольстера, но проиграл Голуэю, выходившему в финалы 1971 и 1973 года. В 1979 году Донегол, ведомый Шоном О’Доннеллом, проиграл Монахану в финале чемпионата Ольстера. В 1983 году Донегол выиграл третий титул чемпиона Ольстера, но в полуфинале проиграл Голуэю, который затем провёл «позорный» финальный матч против Дублина, проиграв в итоге финал. В 1987 году молодёжная команда до 21 года впервые выиграла Всеирландский чемпионат, победив Керри.

#### 1990-е годы: чемпионство 1992 года
В 1990 году Донегол выиграл в четвёртый раз чемпионат Ольстера, победив Арма, и попал в полуфинале на Мит, проиграв ему. В 1992 году Донегол в пятый раз выиграл первенство Ольстера и попал на Мейо, взяв верх на этот раз. В финале 20 сентября 1992 года его поджидали фавориты в лице Дублина, однако в этом матче команда Брайана Макэниффа взяла верх, впервые в своей истории победив во Всеирландском чемпионате и завоевав кубок Сэма Магуайра. Лучший игрок матча, Манус Бойл, девять раз забил одноочковые голы (четырежды с игры), а Гэри Уолш отразил в конце опасный удар Винни Мёрфи.
Команда Донегола, выступавшая в пяти финалах с 1989 по 1993 годы, добилась своего высшего успеха в 1992 году, выиграв Всеирландский чемпионат, а также дошла трижды до финала Национальной футбольной лиги (1993, 1995 и 1996), проиграв в первом случае Дублину, а во втором и третьем — Дерри. Макэнифф покинул вскоре пост тренера, и его хотел занять Мартин Макхью, однако получил отказ: Джим Макгиннесс безуспешно долгое время пытался занять эту должность. Макхью был обижен подобным отказом.

#### 2000-е годы: победа в Национальной футбольной лиге 2007 года

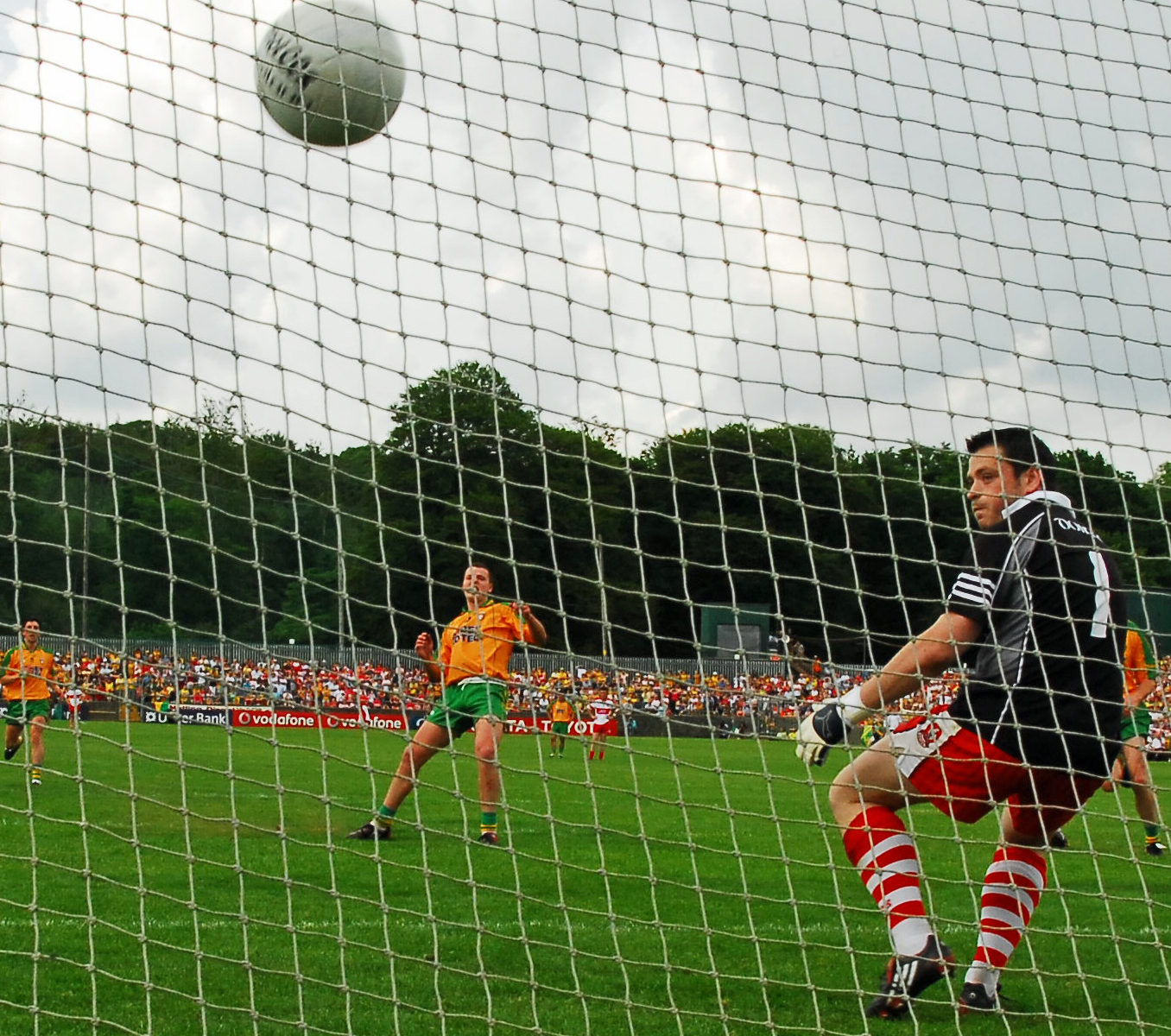
Матч между Донеголом и Дерри: Майкл Мёрфи забивает Джону Дейгану пенальти в чемпионате Ольстера 2008 года

В августе 2000 года Деклана Боннера сменил на посту тренера Микки Моран, заключивший контракт на три года. Из-за конфликта с Мораном из тренерского штаба ушёл Майкл Хьюстон. Первый год Морана был провальным, зато в 2002 году наметился прогресс: Донегол дошёл до финала чемпионата Ольстера, проиграв Арма, и вышел в четвертьфинал Всеирландского чемпионата, проиграв Дублину. В сентябре 2002 года Моран объявил об уходе из команды. В 2003 году Макэнифф стал тренером, выведя впервые с 1992 года команду в полуфинал, а в 2004 году дошёл до финала, где проиграл команде Арма. В 2005 году Макэнифф покинул команду, положив конец 4-му периоду пребыванию в сборной.
В 2006 году тренером стал Брайан Макайвер, который вывел команду в Первый дивизион Национальной футбольной лиги, однако команда уже 15 лет была без трофеев, проиграв дважды финалы чемпионата Ольстера 1993 и 1998 года команде Дерри и трижды в 2002, 2004 и 2006 годах Арма. В финале 2-го дивизиона команда уступила Лауту в 2006 году. Однако в 2007 году сборная Донегола выиграла Национальную футбольную лигу: по пути к финалу Донегол в регулярном первенстве справился с Корком, Мейо, Тироном, Дублином, Керри, Фермана и Килдэром, разыграв ничью против Лимерика. В финале 22 апреля 2007 года на «Кроук Парк» против Мейо Донегол выиграл со счётом 0-13 — 0-10.
После Всеирландского чемпионата 2007 года МакАйвер ушёл в отставку, только чтобы внезапно вернуться перед началом следующего чемпионата. Однако на встрече Донеголского совета ГАА вотум недоверия вынесли два клуба — «Сент-Юнанс» и «Гуит Доуар» — и МакАйверу пришлось окончательно уйти из клуба. На место тренеров были приглашены Деклан Боннер и Чарли Малгрю, в то время как Джон Джо Дохерти из клуба «Нив Колумба» настаивал на своей кандидатуре при том, что пресса опровергала всячески это. В итоге Дохерти свою должность получил, хотя в ноябре 2008 года Боннер и Малгрю даже обратились в суд, который через 13 дней после подачи заявления вынес решение в пользу Дохерти.

#### 2010—2014: эпоха Джима Макгиннесса

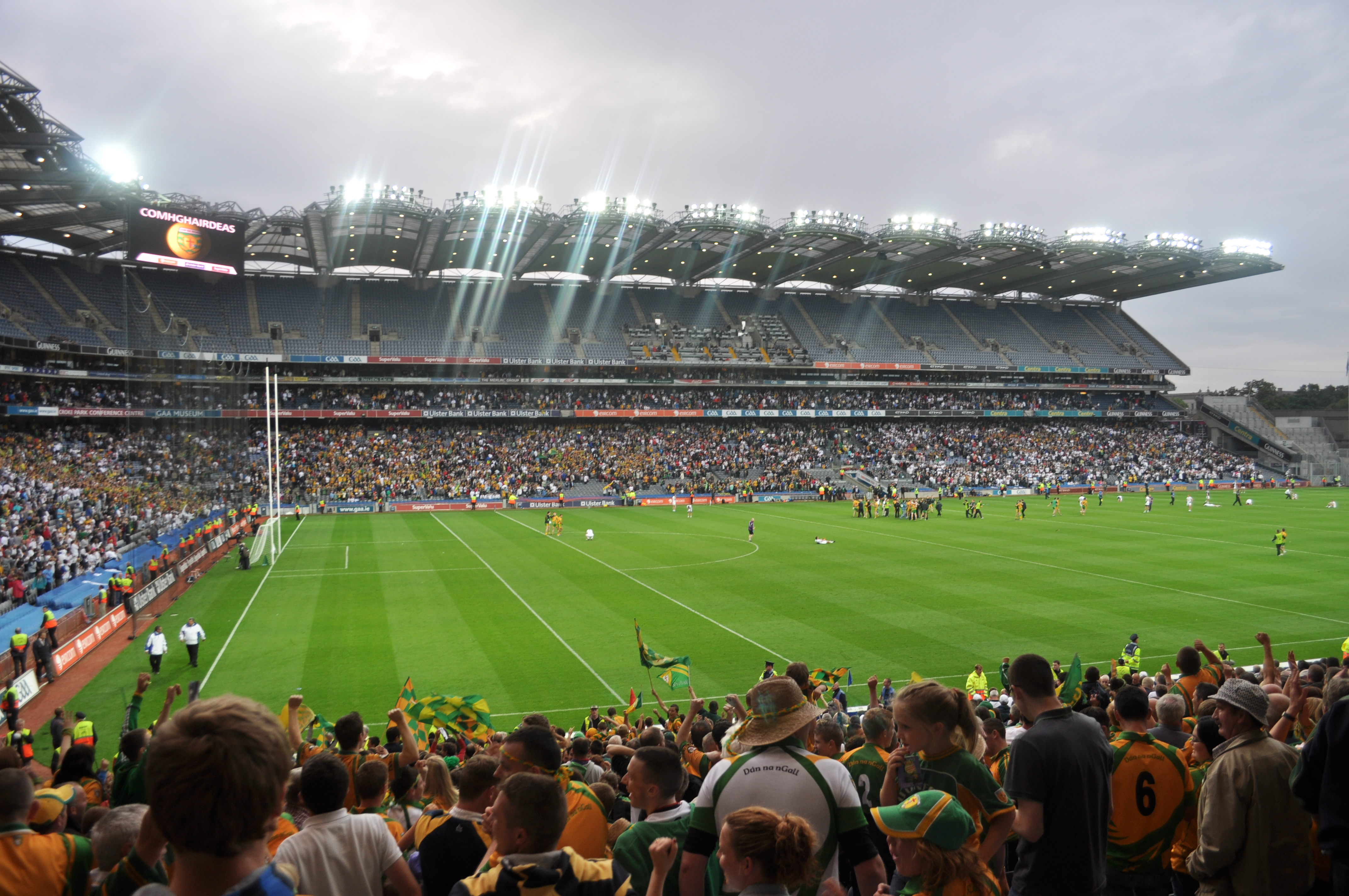
Матч Донегал — Килдэр в рамках Всеирландского чемпионата 2011 года

В 2010 году Джон Джо Дохерти был уволен после двух болезненных поражений: в чемпионате Ольстера в овертайме Донегол проиграл Дауну, а в первом раунде Всеирландской квалификации потерпел поражение от Арма с разницей в 9 очков. Джим Макгиннесс был единственным кандидатом, и его должность утвердили 26 июля 2010 года. Макгиннесс вернул в команду Кевина Кэссиди и Майкла Хегарти, а также включил в заявку игроков сборной до 21 года, игравших в финале Всеирландского чемпионата 2010 года. Его первый успех состоялся в 2011 году, когда команда выиграла 2-й дивизион Национальной лиги, обыграв в финале Лиишь со счётом 2-11 — 0-16. В течение всего сезона команда шла без поражений, выиграв 4 матча и сведя два вничью, и лишь в последнем матче клуб проиграл Лиишь, при этом гарантировав уже себе выход в 1-й дивизион.
После победы Донегола в Национальной лиге сборной графства стали предрекать, если не требовать, скорейшую победу в чемпионате Ольстера, и в предварительном раунде донегольцы выбили антримцев со счётом 1-10 — 0-7. Впервые с 2007 года команда взяла верх в матче чемпионата Ольстера. В четвертьфинальном матче против Кавана донеголцы победили 2-14 — 1-8, а затем их ждало полуфинальное испытание в виде Тирона: Джиму Макгиннессу предстояло, пользуясь новой оборонительной тактикой, сломить команду, которая трижды выиграла Всеирландский чемпионат в 2000-е годы. Итогом стала победа Донегола со счётом 2-6 — 0-9. В финале Донеголу предстояло играть против Дерри, который вынес Фермана и Арма, причём арманцы расправились с финалистом 2010 года из графства Даун.

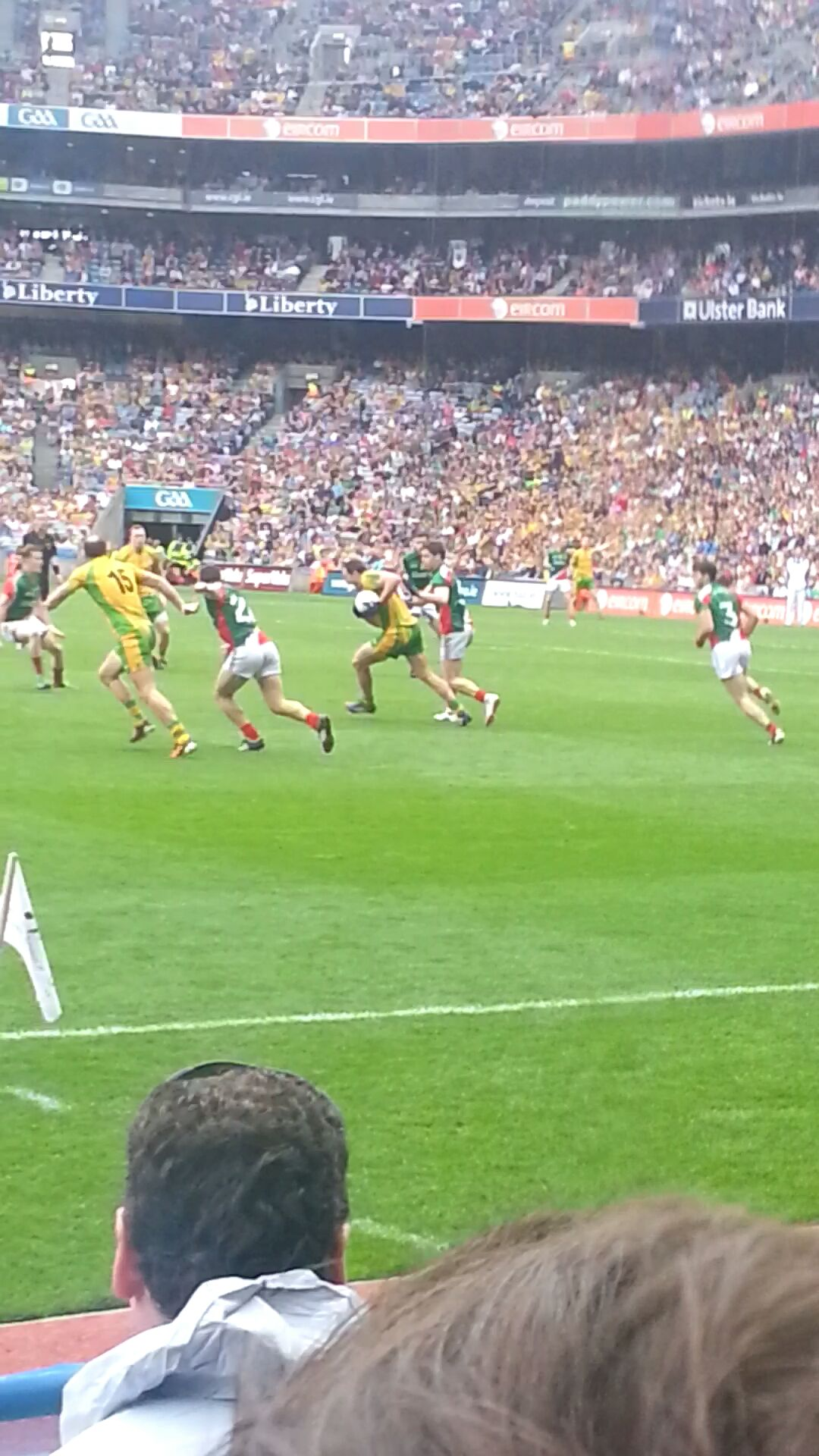
Всеирландский финал 2012 года Донегол — Мейо

Финал чемпионата Ольстера 2011 года состоялся 17 июля в Клонсе — первый для Донегола за пять лет и шестой с 1992 года. В присутствии 28 364 человек была зафиксирована победа Донегола со счётом 1-11 — 0-8, и в третий раз в истории чемпионат Ольстера был выигран условным аутсайдером, начинавшим турнир с предварительного раунда: в 2005 году победителем стала команда Арма, а за 66 лет до этого аналогичную победу одержал Каван. 30 июля Донегол провёл на «Кроук Парк» четвертьфинал против Килдэра, и гол между перекладин в исполнении Кевина Кэссиди вывел команду в первый с 2003 года полуфинал. Полуфинал стал одним из наиболее упорных матчей в истории Донегола — команда упорно оказывала сопротивление Дублину, но проиграла 0-6 — 0-8.
22 июля 2012 года Донегол впервые в истории защитил титул чемпиона Ольстера, победив Даун со счётом 2-18 — 0-13. 5 августа 2012 года в первой встрече на уровне Всеирландского чемпионата против Керри команда Донегола одержала победу, а Керри лишь второй раз вылетел на стадии четвертьфинала. Перед полуфиналом против Корк почти никто не отдавал предпочтение донеголцам и видел Корк в финале, однако впервые с 1992 года Донегол сумел прорваться в финал, вынеся Корк со счётом 0-16 — 1-11. Тренер команды Тирона Микки Харт, пытаясь проанализировать матч в эфире BBC, заявил, что донеголцы «просто уничтожили Корк». Всеирландский чемпион 1992 года Мартин Макхью сказал, что сборная Донегола выдала лучший матч в истории. 23 сентября 2012 года Донегол во второй раз выиграл кубок Сэма Магуайра: в финале был повержен Мейо со счётом 2-11 — 0-13. Оба гола в ворота Мейо забили Майкл Мёрфи и Колм Макфадден, а Мёрфи ещё забил 4 гола над перекладиной, получив приз лучшего игрока финала. Более того, по итогам 2012 года сборная Донегола по гэльскому футболу получила приз «Команда года по версии RTÉ».
От Донегола в 2013 году ожидали достойной борьбы в защиту титула, однако команда умудрилась вылететь из 1-го дивизиона Национальной футбольной лиги, а в чемпионате Ольстера, разобравшись с Тироном и Дауном, проиграли Монахану со счётом 0-7 — 0-13, вопреки прогнозам. В 4-м квалификационном раунде Донегол победил команду Лиишь и вышел в четвертьфинал Всеирландского первенства против Мейо, где проиграл со счётом 1-10 — 4-17 и сложил полномочия Всеирландского чемпиона. В 2014 году Донегол вернулся в 1-й дивизион, а также выиграл чемпионат ольстера, выбив Дерри в четвертьфинале, Антрим в полуфинале и взяв реванш у Монахана в финале. В четвертьфинале против Арма гол Одрана Макниллса помог команде вырвать победу 1-12 — 1-11, но в полуфинале донеголцев поджидал действовавший Всеирландский чемпион в лице Дублина, а букмекеры на победу Донегола над столичной командой давали коэффициент 8 и выше. Но Донегол выстоял в первом тайме и даже поразил ворота Дублина благодаря удару Райана Макхью, а во втором тайме добил «горожан» со счётом 3-14 — 0-17: ещё по голу забили Макхью и Колм Макфадден. Перед финалом против Керри Донегол рассматривали как фаворит, но «тирконнелцы» проиграли со счётом 0-12 — 2-9, а Керри выиграл 37-й титул. Джим Макгиннесс после финала подал в отставку.

#### 2015—н.в.
В 2015 году тренером сборной по гэльскому футболу стал Рори Галлахер, бывший помощник Макгиннесса, и клуб при нём вышел в полуфинал Национальной футбольной лиги, проиграв Корку. В чемпионате Ольстера Донегол последовательно победил сборные Тирона, Арма и Дерри, выйдя в третий финал подряд. После тяжёлых игр против Тирона и Дерри Донегол рассматривался как фаворит в матче против Монахана, однако монаханцы победили с разницей в одно очко. Голуэй, на который попал Донегол в четвёртом раунде квалификации, удалось пройти со счётом 3-12 — 0-11, но в четвертьфинале донеголцы проиграли Мейо.
В 2016 году Донегол снова дошёл до полуфинала Национальной лиги, проиграв Дублину. В чемпионате Ольстера он в первом раунде на «Маккул Парк» против Фермана, несмотря на удаление одного своего, выиграл с разницей в 4 очка. В полуфинале им достался Монахан, и в упорной борьбе Донегол вышел в шестой финал подряд, однако тиронская команда Микки Харта остановила донеголцев, выиграв свой первый с 2010 года титул чемпионов Ольстера благодаря двум голам над перекладиной, забитым в компенсированное время. Донегол в 4-м квалификационном раунде победил команду Корка с разницей в 3 очка, а Патрик Макбрирти набрал 11 очков благодаря голам над перекладиной. В четвертьфинале, однако, Донегол проиграл Дублину 1-10 — 1-15, пропустив гол в ворота от Пола Мэнниона в конце матча.
Рори Галлахер ушёл в 2017 году в отставку. В 2018 и 2019 годах Донегол под руководством Деклана Боннера выигрывал чемпионаты Ольстера, однако в 2018 и 2019 годах не преодолел групповой этап Всеирландского чемпионата.

### Тренеры сборной по гэльскому футболу
| Годы      | Имя                             | Победы                                   |
| --------- | ------------------------------- | ---------------------------------------- |
|           | Колумба Макдайер                |                                          |
| 1972—1974 | Брайан Макэнифф Играющий тренер | Ольстер: 1972, 1974                      |
| 1975—1976 | Джон Хэнниган                   |                                          |
| 1977—1979 | Шон О’Доннелл                   |                                          |
| 1983      | Брайан Макэнифф                 | Ольстер: 1983                            |
| 1990      | Том Конахан                     |                                          |
| 1990—1994 | Брайан Макэнифф                 | Ирландия: 1992 Ольстер: 1990, 1992       |
| 1994—1997 | Пи Джей Макгоуэн                |                                          |
| 1997—2000 | Деклан Боннер                   |                                          |
| 2000—2002 | Микки Моран                     |                                          |
| 2003—2005 | Брайан Макэнифф                 |                                          |
| 2005—2008 | Брайан Макайвер                 | Лига: 2007                               |
| 2008—2010 | Джон Джо Дохерти                |                                          |
| 2010—2014 | Джим Макгиннесс                 | Ирландия: 2012 Ольстер: 2011, 2012, 2014 |
| 2014—2017 | Рори Галлахер                   |                                          |
| 2017—н.в. | Деклан Боннер                   | Ольстер: 2018, 2019                      |

### Достижения сборной

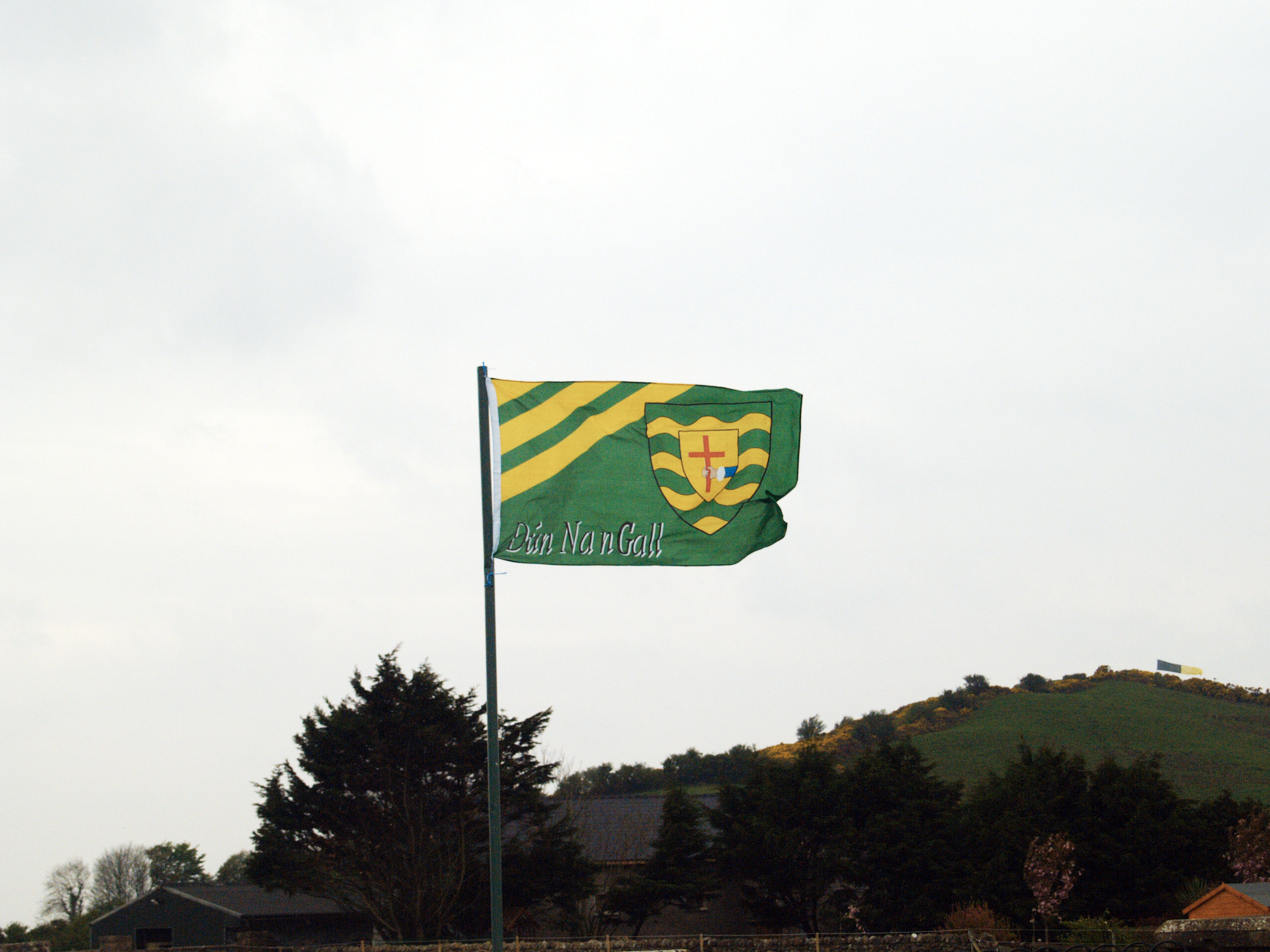
Флаг Донегола в день победы в финале Национальной футбольной лиги 2007 года

- Всеирландские чемпионы: 1992, 2012 (2 раза)
- Всеирландские чемпионы (до 21 года)[англ.]: 1982, 1987 (2 раза)
- Всеирландские чемпионы среди школьников[англ.]: 1984, 1985, 1995, 1996, 2002, 2011 (6 раз)
- Чемпионы Ольстера: 1972, 1974, 1983, 1990, 1992, 2011, 2012, 2014, 2018, 2019 (10 раз)
- Чемпионы Ольстера среди дублёров[англ.]: 1930, 1933, 1939, 1952, 1954 (5 раз)
- Чемпионы Ольстера (до 21 года)[англ.]: 1963, 1964, 1966, 1982, 1987, 1995, 2010, 2017 (8 раз)[52]
- Чемпионы Ольстера среди юниоров[англ.]: 1956, 1985, 1991, 1996, 2006, 2014[53], 2016 (7 раз)
- Чемпионы Ольстера среди школьников: 1964, 1965, 1984, 1985, 1986, 1987, 1992, 1994, 1995, 1996, 2002, 2010, 2011, 2012, 2013 (15 раз)
- Чемпионы Национальной футбольной лиги[англ.]: 2007 (1-й дивизион), 2011, 2019 (2-й дивизион)
- Обладатели кубка доктора Маккенны[англ.]: 1963, 1965, 1967, 1975, 1985, 1991, 2001, 2002, 2009, 2010, 2018 (11 раз)
- Обладатели кубка доктора Лагана[англ.]: 1952, 1965, 1966, 1967 (4 раза)

### Игроки в сборной звёзд ГАА
Жирным выделены игроки, за которых голосовали при выборе лучшего игрока в гэльский футбол по итогам года.
- 1972: Брайан Макэнифф[англ.]
- 1974: Донал Монахан[англ.]
- 1983: Мартин Макхью[англ.]
- 1990: Джойс Макмаллан[англ.]
- 1992: Гэри Уолш[англ.], Мэтт Галлахер[англ.], Мартин Гэвинан[англ.], Энтони Моллой[англ.], Мартин Макхью[англ.] (2-й раз), Джеймс Макхью[англ.], Тони Бойл[англ.]
- 1993: Джон Джо Дохерти[англ.]
- 2002: Кевин Кэссиди[англ.]
- 2003: Эдриан Суини[англ.]
- 2006: Карл Лэйси[англ.]
- 2009: Карл Лэйси[англ.] (2-й раз)
- 2011: Карл Лэйси[англ.] (3-й раз), Кевин Кэссиди[англ.] (2-й раз), Нил Макджи[англ.]
- 2012: Пол Даркан[англ.], Нил Макджи[англ.] (2-й), Карл Лэйси[англ.] (4-й раз), Фрэнк Макглинн[англ.], Нил Галлахер[англ.], Марк Макхью[англ.], Майкл Мёрфи[англ.], Колм Макфадден[англ.]
- 2014: Пол Даркан[англ.] (2-й раз), Нил Макджи[англ.] (3-й), Нил Галлахер[англ.] (2-й раз), Майкл Мёрфи[англ.] (2-й раз)
- 2016: Райан Макхью[англ.]
- 2018: Райан Макхью[англ.] (2-й раз)
- 2019: Майкл Мёрфи[англ.] (3-й раз)

### Игрок года в составе сборной по гэльскому футболу
| Год  | Победитель          | Клуб                 |
| ---- | ------------------- | -------------------- |
| 1960 | Шеймус Хоур         | Сент-Юнанс           |
| 1961 |                     |                      |
| 1962 | Фрэнки Макфили      | Шон Маккулс          |
| 1963 | Брендан Макфили (2) | Шон Маккулс          |
| 1964 | Пол Келли           | Клоханили            |
| 1965 | Пи-Джей Флад        | Фоур Мастерс         |
| 1966 | Пи-Джей Флад (2)    | Фоур Мастерс         |
| 1967 | Джон Хэнниган       | Сент-Юнанс           |
| 1968 | Брайан Макэнифф     | Сент-Джозефс         |
| 1969 | Деклан О’Кэрролл    | Сент-Джозефс         |
| 1970 | Джон Бойл           |                      |
| 1985 | Брендан Данливи     | Шон Маккулс          |
| 1986 | Мартин Шовлин       | Нив Ультан           |
| 1987 | Ноэл Маккоул        | Данглоу              |
| 1988 | Энтони Моллой       | Ардара               |
| 1989 | Гэри Уолш           | Аэд Руад             |
| 1990 | Энтони Моллой (2)   | Ардара               |
| 1991 | Мэтт Галлахер       | Нив Брид             |
| 1992 | Барри Макгоуэн      | Киллибегс            |
| 1993 | Марти Карлин        | Ред Хьюз Киллигордон |
| 1994 | Сильвестр Магуайр   | Аэд Руад             |
| 1995 |                     |                      |
| 1996 | Барри Макгоуэн (2)  | Киллибегс            |
| 1997 | Джим Макгиннесс     | Нив Коннелл          |
| 1998 | Брендан Девенни     | Сент-Юнанс           |
| 1999 | Брендан Девенни (2) | Сент-Юнанс           |
| 2000 | Дэмьен Дайвер       | Ардара               |
| 2001 | Марк Кроссан        | Сент-Юнанс           |
| 2002 | Эдриан Суини        | Данглоу              |
| 2003 | Барри Монахан       | Фоур Мастерс         |
| 2004 | Дэмьен Дайвер (2)   | Ардара               |
| 2005 | Нил Галлахер        | Гленсвилли           |
| 2006 | Карл Лэйси          | Фоур Мастерс         |
| 2007 | Рори Кавана         | Сент-Юнанс           |
| 2008 | Брайан Роупер       | Аэд Руад             |
| 2009 | Майкл Мёрфи         | Гленсвилли           |
| 2010 |                     |                      |
| 2011 | Карл Лэйси (2)      | Фоур Мастерс         |
| 2012 | Колм Макфадден      | Сент-Майклс          |
| 2013 | Майкл Мёрфи (2)     | Гленсвилли           |
| 2014 | Нил Галлахер (2)    | Гленсвилли           |
| 2015 | Фрэнк Макглинн      | Гленфин              |
| 2016 | Райан Макхью        | Килкар               |
| 2017 | Патрик Макбрирти    | Килкар               |
| 2018 | Эоган Бан Галлахер  | Киллибегс            |

### Текущий состав
- Менеджер[англ.]: Деклан Боннер[англ.]
- Тренеры: Гэри Бойл, Пол Макгонагал, Стивен Рошфорд[англ.], Карл Лэйси[англ.]

Заявка на матч Национальной футбольной лиги 2020 против Голуэя (9 февраля 2020)
| \| Номер \| Имя \| Позиция \| Клуб \| \| ----- \| ------------------------- \| --------------------- \| ------------------------------- \| \| 1 \| Шон Паттон[англ.] \| Вратарь \| Сент-Юнанс (Леттеркенни)[англ.] \| \| 2 \| Каолан Уорд[англ.] \| Правый корнер-бэк \| Сент-Юнанс (Леттеркенни)[англ.] \| \| 3 \| Нил Макджи[англ.] \| Фулл-бэк \| Гуидор[англ.] \| \| 4 \| Эоган Бан Галлахер[англ.] \| Левый корнер-бэк \| Киллибегс[англ.] \| \| 5 \| Райан Макхью[англ.] \| Правый винг-бэк \| Килкар[англ.] \| \| 6 \| Конор О’Доннелл \| Центр-бэк \| Сент-Юнанс (Леттеркенни)[англ.] \| \| 7 \| Одран Макфадден-Ферри \| Левый винг-бэк \| Гуидор[англ.] \| \| 8 \| Каолан Макгонагл \| Полузащитник \| Банкрана \| \| 9 \| Майкл Лэнган[англ.] \| Полузащитник \| Сент-Майклс (Данфанаги)[англ.] \| \| 10 \| Оуэн Макхью \| Правый винг-форвард \| Килкар[англ.] \| \| 11 \| Питер Моган \| Центр-форвард \| Сент-Нолс (Маунтчарльз) \| \| 12 \| Пол Бреннан[англ.] \| Левый винг-форвард \| Реалт-на-Мара (Бандоран)[англ.] \| \| 13 \| Киаран Томпсон \| Правый корнер-форвард \| Нив Коннелл (Глентис)[англ.] \| \| 14 \| Майкл Мёрфи[англ.] \| Фулл-форвард \| Гленсвилли[англ.] \| \| 15 \| Джейми Бреннан[англ.] \| Левый корнер-форвард \| Реалт-на-Мара (Бандоран)[англ.] \| \| 16 \| Майкл Линч \| Вратарь \| Нив Колмкилл (Ньютаунканиннгем) \| \| 17 \| Имон Дохерти[англ.] \| Запасной \| Сент-Юнанс (Леттеркенни)[англ.] \| \| 18 \| Конор Моррисон[англ.] \| Запасной \| Сент-Юнанс (Леттеркенни)[англ.] \| \| 19 \| Нил О’Доннелл[англ.] \| Запасной \| Сент-Юнанс (Леттеркенни)[англ.] \| \| 20 \| Джек Маккелви \| Запасной \| Нив Коннелл (Глентис)[англ.] \| \| 21 \| Эндрю Макклин \| Запасной \| Килкар[англ.] \| \| 22 \| Дайре О’Бэйл[англ.] \| Запасной \| Гуидор[англ.] \| \| 23 \| Эоган Макгеттиган[англ.] \| Запасной \| Нив Коннелл (Глентис)[англ.] \| \| 24 \| Киаран Дайвер \| Запасной \| Мовилл \| \| 25 \| Брендан Маккоул \| Запасной \| Сент-Нолс (Маунтчарльз) \| \| 26 \| Дэниел Кларк \| Запасной \| Нив Колмкилл (Ньютаунканиннгем) \| |                       |                       |                                 |
| Номер | Имя                   | Позиция               | Клуб                            |
| 1 | Шон Паттон            | Вратарь               | Сент-Юнанс (Леттеркенни)        |
| 2 | Каолан Уорд           | Правый корнер-бэк     | Сент-Юнанс (Леттеркенни)        |
| 3 | Нил Макджи            | Фулл-бэк              | Гуидор                          |
| 4 | Эоган Бан Галлахер    | Левый корнер-бэк      | Киллибегс                       |
| 5 | Райан Макхью          | Правый винг-бэк       | Килкар                          |
| 6 | Конор О’Доннелл       | Центр-бэк             | Сент-Юнанс (Леттеркенни)        |
| 7 | Одран Макфадден-Ферри | Левый винг-бэк        | Гуидор                          |
| 8 | Каолан Макгонагл      | Полузащитник          | Банкрана                        |
| 9 | Майкл Лэнган          | Полузащитник          | Сент-Майклс (Данфанаги)         |
| 10 | Оуэн Макхью           | Правый винг-форвард   | Килкар                          |
| 11 | Питер Моган           | Центр-форвард         | Сент-Нолс (Маунтчарльз)         |
| 12 | Пол Бреннан           | Левый винг-форвард    | Реалт-на-Мара (Бандоран)        |
| 13 | Киаран Томпсон        | Правый корнер-форвард | Нив Коннелл (Глентис)           |
| 14 | Майкл Мёрфи           | Фулл-форвард          | Гленсвилли                      |
| 15 | Джейми Бреннан        | Левый корнер-форвард  | Реалт-на-Мара (Бандоран)        |
| 16 | Майкл Линч            | Вратарь               | Нив Колмкилл (Ньютаунканиннгем) |
| 17 | Имон Дохерти          | Запасной              | Сент-Юнанс (Леттеркенни)        |
| 18 | Конор Моррисон        | Запасной              | Сент-Юнанс (Леттеркенни)        |
| 19 | Нил О’Доннелл         | Запасной              | Сент-Юнанс (Леттеркенни)        |
| 20 | Джек Маккелви         | Запасной              | Нив Коннелл (Глентис)           |
| 21 | Эндрю Макклин         | Запасной              | Килкар                          |
| 22 | Дайре О’Бэйл          | Запасной              | Гуидор                          |
| 23 | Эоган Макгеттиган     | Запасной              | Нив Коннелл (Глентис)           |
| 24 | Киаран Дайвер         | Запасной              | Мовилл                          |
| 25 | Брендан Маккоул       | Запасной              | Сент-Нолс (Маунтчарльз)         |
| 26 | Дэниел Кларк          | Запасной              | Нив Колмкилл (Ньютаунканиннгем) |

## Хёрлинг

### История
Несмотря на раннюю историю хёрлинга в графстве, на уровне сборных графства Донегол не добивался больших успехов: три раза он выигрывал чемпионат Ольстера (последняя победа в 1932 году) и ещё четырежды первенство дублёров. В 1906 году, представленная клубом «Бёрт Хайбернианс» (англ. Burt Hibernians), команда Донегола выиграла чемпионат Ольстера, разнеся в финале Антрим с суммарным счётом по очкам 25:1. В 1923 году команда, составленная из трёх уроженцев Донегола, сотрудников полиции Ирландии и таможенной службы, выиграла второй чемпионат Ольстера в истории графства, а в полуфинале всеирландского чемпионата против Лимерика на «Кроук Парк», проходившем в холодную погоду, впервые в истории хёрлинга надели майки с номерами, чтобы зрители могли отличать игроков. К перерыву Донегол уступал 0-0 — 5-4 и в итоге проиграл 0-1 — 7-4. Третья победа в чемпионате Ольстера была одержана в 1932 году; следующим локальным успехом стал только выигранный в 2001 году 3-й дивизион Национальной лиги хёрлинга.
По состоянию на 2013 год сборная Донегола по хёрлингу играла в дивизионе 2B Национальной лиги хёрлинга и выступала в Кубке Кристи Ринга. Команда вышла в финал Кубка Никки Ракарда в 2006 году, проиграв там Дерри, а в 2009 году проиграла финал Кубка Лори Мигера команде Тирона. Зато в 2011 году ей покорился кубок Лори Мигера, а в 2013 году — кубок Ники Ракарда.

### Достижения
- Чемпионы Ольстера[англ.]: 1906, 1923, 1932
- Чемпионы Ольстера среди дублёров[англ.]: 1947, 1948, 1972, 1989, 2001, 2003
- Обладатели Кубка Лори Мигера[англ.]: 2011[англ.]
- Обладатели Кубка Никки Ракарда[англ.]: 2013[англ.], 2018[англ.]

### Игроки сборной звёзд ГАА

#### В Кубке Никки Ракарда
- 2006: Дэнни Каллен (Сетанта), Айден Бегли (Аэд Руад[англ.])
- 2007: Джер О’Дуайер (Сетанта)
- 2008: Микки Маккенн (Бёрт Хайбернианс)
- 2012: Ардел Макдермотт (Бёрт Хайбернианс), Ли Хендерсон (Шон Маккулс)
- 2013: Кристи Макдермотт (Бёрт Хайбернианс), Денни Каллен (Сетанта), Шон Маквей (Сент-Юнанс), Lee Henderson (Шон Маккулс)
- 2014: Джастин Макги (Шон Маккулс), Пол Шеридан
- 2015: Ронан Макдермотт (Бёрт Хайбернианс), Джемси Доннелли (Шон Маккулс)
- 2016: Патрик Дохерти (Бёрт Хайбернианс)

#### В Кубке Лори Мигера
- 2009: Джемси Доннелли (Шон Маккулс)
- 2010: Пол О’Брайан (Бёрт Хайбернианс), Марк Паттон (Фоур Мастерс[англ.]), Ардел Макдермотт (Бёрт Хайбернианс)
- 2011: Энда Макдермотт (Бёрт Хайбернианс), Джо Бойл (Бёрт Хайбернианс), Ниалл Кэмпбелл (Бёрт Хайбернианс), Колм Бретнак (Сент-Юнанс)

### Тренеры сборной по хёрлингу
- 2010—2011: Эндрю Уоллес[60]
- 2012—н.в.: Рэй Дарак[англ.][61]

## Камоги
С 1930-е годы команда Донегола играет в чемпионате Ольстера: в 1945 году в Леттеркенни она принимала Антрим. В 1980-е годы они преуспели в подготовке игроков благодаря монастырской школе Лорето, откуда выпускались отличные игроки для команд колледжей. В 2006 году на Панкельтских играх произошло возрождение камоги в графстве, и с 2008 года Донегол снова участвует в чемпионатах Ольстера.
В 2010—2015 годах в графстве действовал план развития камоги под девизом «Наша игра, наша страсть» (англ. Our Game, Our Passion); к 2015 году планировалось в Донеголе, Керри, Мейо и Монахане создать всего 14 новых клубов по этому виду спорта.